# Кравченко Сергій Олександрович
Кра́вченко Сергі́й Олекса́ндрович (нар. 23 березня 1990, Улянівка, Херсонська область) — український футболіст, нападник клубу «Уніа» (Солець-Куявський), що виступає в п'ятому дивізіоні чемпіонату Польщі. Колишній гравець студентської збірної України.

## Клубна кар'єра
Вихованець донецького училища олімпійського резерву та запорізького «Металурга». У дорослому футболі дебютував 25 липня 2007 року в складі комсомольського «Гірника-Спорт» у матчі проти «Гірника» з Кривого Рогу, вийшовши на поле на 19-й хвилині. Відіграв за «Гірник-Спорт» 3 сезони, забивши 19 голів у 77-ми матчах.
Своєю грою привернув увагу полтавської «Ворскли», до складу якої долучився у 2010 році, проте не зміг закріпитися в основі команди, граючи за її молодіжному складі. Покинув клуб, провівши тут один сезон і відзначившись п'ятьма голами у 21-му матчі молодіжної першості.
2011 року дебютував у складі армянського «Титана». У сезоні 2011/2012 провів 32 матчі, забив 9 м'ячів і віддав один гольовий пас. Наступного сезону зіграв за «Титан» 29 матчів, забивши 7 м'ячів з гри та віддавши 2 гольові передачі. В сезоні 2013/14 провів за команду з Армянська 26 матчів (1834 хвилини), забив 7 м'ячів, один з яких з пенальті.
У 2014 став гравцем харківського клубу «Геліос», за який дебютував у матчі проти «Нафтовика», відзначившись голом на 88-й хвилині. У Кубку України відзначився голом у ворота «Дніпра».

## Досягнення
Кубок Ліги:
 Фіналіст: 2009/10